# رایمو وارتیا
رایمو وارتیا (فنلاندی: Raimo Vartia; ۱۵ ژانویهٔ ۱۹۳۷ – ۱۸ دسامبر ۲۰۱۸) بازیکن بسکتبال اهل فنلاند بود. وی در بازی‌های المپیک تابستانی ۱۹۶۴ حضور داشته‌است.